# Moonbyul
Moonbyul (hangul: 문별, ur. 22 grudnia 1992 w Bucheon), właśc. Moon Byul-yi – południowokoreańska raperka, piosenkarka, autorka tekstów i aktorka. Jest główną raperką południowokoreańskiego girlsbandu Mamamoo. W maju 2018 roku zadebiutowała jako artystka solowa wydając single album „Selfish”.

## Dyskografia

### Dyskografia solowa

#### Minialbumy
- Dark Side of the Moon (2020)
- 門OON (2020, repackage)
- 6equence (2022)

#### Piosenki
Single album
- Selfish (2018)
- C.I.T.T (Cheese in the Trap) (2022)

Współpraca
- „Dab Dab” (z Hwasą) (2016)

Featuring
- „Nothing” (Yoo Sung-eun feat. Moonbyul) (2015)
- „Happy Now” (HA:TFELT feat. Moonbyul) (2019)
- „Say Yes” (Punch feat. Moonbyul) (2020)
- „'Greedyy” (JeA feat. Moonbyul) (2020)

OST
- „Like Yesterday” (kor. 어제처럼) (z Solar) (Two Yoo Project – Sugar Man OST, 2015)
- „Deep Blue Eyes” (jako Girls Next Door) (Idol Drama Gongjakdan OST, 2017)
- „Half of Half” (kor. 반의 반) (z Gaho) (Hanyang Diary OST, 2021)

## Filmografia

### Seriale
| Rok  | Tytuł      | Uwagi                   | Stacja telewizyjna |
| ---- | ---------- | ----------------------- | ------------------ |
| 2015 | Start Love | Yoo Na-young (odc. 1–5) | Naver TV Cast      |

### Programy telewizyjne
| Rok     | Tytuł                        | Uwagi                  | Stacja telewizyjna |
| ------- | ---------------------------- | ---------------------- | ------------------ |
| 2017    | Idol Drama Gongjakdan        | odc. 1–13              | KBS                |
| 2017    | Beer Love Trip               | odc. 1–13              | Mobidic            |
| 2018    | King of Mask Singer          | uczestniczka, odc. 179 | MBC                |
| 2019    | In Sync                      | uczestniczka, odc. 1–4 | KBS                |
| 2020    | Idol Star Dogs Championships | uczestniczka           | MBC                |
| 2021–22 | Goal Girl                    | uczestniczka, 2 sezon  | SBS                |